# کیفیت (تجارت)
در تجارت، مهندسی و تولید، برداشت کاربردی از کیفیت (به انگلیسی: Quality)، فرومایه نبودن یا برتری چیزی می‌باشد؛ همچنین به صورت «شایستگی برای هدف آن گونه که خواسته خریدار برآورده شود» نیز تعریف می‌شود. کیفیت یک ویژگی وابسته و تا اندازه ای ذهنی است و هر کسی می تواند آن را به گونه دیگری دریابد. ممکن است کاربران بر روی کیفیت‌های ذکر شده کالا یا خدمت متمرکز شوند، یا اینکه این کالا یا خدمت با دیگر رقبای موجود در بازار سنجیده شود. ارائه دهندگان خدمات می‌توانند کیفیت را با ترازهای: میزان قابل اطمینان بودن، دسترسی و پایدار بودن اندازه‌گیری کنند.

## تعاریف کیفیت
در زمینه بازرگانی کیفیت نظریه‌های بسیاری دارد، هرچند بنیاد آن این اندیشه است که بازرگانی چیزی را بسازد، خواه یک کالای دست یافتنی باشد خواه یک خدمت ویژه. این کالاها یا خدمات و شیوه ساخت آنها دربرگیرنده انواع گوناگونی از فرایندها، رویه‌ها، تجهیزات، کارکنان و سرمایه‌گذاری‌ها می‌شود که همگی زیر چتر کیفیت جای می‌گیرند. سویه‌های پایه ای کیفیت و شیوه پراکنش آنها در همه کار و پیشه ها ریشه در انگاره مدیریت کیفیت دارد:
1. برنامه ریزی کیفیت - برنامه‌ریزی کیفیت همچون روشی برای «توسعه محصولات، سیستم‌ها و فرایندهای مورد نیاز برای برآوردن خواسته خریدار یا فراتر از آن» انجام می‌شود.[۲] این فرایند شامل شناخت کسانی که خریدار هستند، شناسایی نیازهای آنها و گسترش ابزارهای مورد نیاز (سیستم‌ها، فرایندها و جز آن) برای برآوردن آن نیازها است.
2. تضمین کیفیت - تضمین یا پشتیبانی کیفیت چنان ابزاری برای فراهم کردن اطمینان بسنده از رخ دادن بایسته ها و اهداف بازرگانی کالا یا خدمت است. این پیشگیری از خطا از راه اندازه‌گیری فراگیر، سنجش با یک استاندارد و بازرسی فرایندها انجام می‌شود.
3. کنترل کیفیت - کنترل کیفیت (QC) همچون ابزاری برای تحقق بایسته های کیفیت، با بازبینی همه پایه های دست اندرکار ساخت، انجام می‌شود. تمرکز کنترل کیفیت بر روی بازده فرایند است.
4. بهبود کیفیت - بهبود کیفیت ابزاری برای فراهم کردن سازوکارهای ارزیابی و بهبود فرایندها و مانند آن است.

### تعاریف چشمگیر
تعریف «کیفیت» با گذشت زمان دگرگون شده‌است، و حتی امروزه در شیوه توصیف آن ناسازگاری فراوانی یافت می‌شود. کیفیت درونمایه ویژه‌ای ندارد؛ مگر اینکه وابسته به یک کارکرد یا یک زمینه ویژه باشد.
بن مایه بازرگانی «کیفیت» با گذشت زمان گسترش یافته‌است. شماری از برداشت‌های گوناگون در زیر آورده شده‌است:
ایزو ۹۰۰۰: «رده ای از ویژگی‌های پایه‌ای که بایسته‌ها را برآورده می‌کند.» این استاندارد «بایسته‌ها» را با نام نیاز یا چشمداشت می‌شناسد.
فیلیپ ب. کراسبی: «همخوانی با بایسته‌ها.» بایسته‌ها می‌تواند همه خواسته‌های خریدار را بازتاب ندهد؛ کراسبی با این مسئله مانند یک دشواری جداگانه رفتار می‌کند.
رابرت پیرسیگ: «دستاورد نگهداری.»
شش سیگما: «شمار نارسایی‌ها در هر میلیون فرصت.»
جرالد وینبرگ: «ارزشی برای کسی.»
«کیفیت» یک فراورده یا خدمت همان چیزی است که خریدار می‌خواهد. اگر کالا یا خدمت ارائه شده در ویژگی‌هایی کیفیت بسیار بالایی داشته باشد، ولی خریدار نیازی به آن نداشته باشد، تنها هزینه‌ای است که پرداخته شده ولی ارزش افزوده‌ای پدید نیامده‌است.

در فرایندهای ساخت، کیفیت در برابر پراکندگی جای می‌گیرد؛ به گونه ای که برای دستیابی به یک فرایند با کیفیت باید پراکندگی فرایند را تا جایی که بشود کاهش دهیم. نکته برجسته این است که کاهش پراکندگی، گام دوم بهبود یک فرایند می‌باشد. در گام نخست می‌بایست تا کنترل میانگین فرایند را در دست خود گرفته و از ساخت کالاهای نزدیک به میانگین اطمینان حاصل کنیم. برای کنترل یک فرایند و دستیابی به یک فرایند با کیفیت، الگوها و نظریه‌های فراوانی پیشنهاد شده و برای هر کدام از این الگوها، ابزارهای کنترلی درست شده که با آن‌ها می‌توانیم کیفیت فرایند را زیر نظر بگیریم.